# Мокліпс (Вашингтон)
Мокліпс (англ. Moclips) — переписна місцевість (CDP) в США, в окрузі Ґрейс-Гарбор штату Вашингтон. Населення — 211 особа (2020).

## Географія
Мокліпс розташований за координатами 47°13′47″ пн. ш. 124°12′5″ зх. д. / 47.22972° пн. ш. 124.20139° зх. д. (47.229623, -124.201499).  За даними Бюро перепису населення США в 2010 році переписна місцевість мала площу 4,69 км², з яких 4,62 км² — суходіл та 0,07 км² — водойми.

## Демографія
Згідно з переписом 2010 року, у переписній місцевості мешкало 207 осіб у 97 домогосподарствах у складі 48 родин. Густота населення становила 44 особи/км².  Було 237 помешкань (51/км²).
Расовий склад населення:
| - 65,7 % — білих - 27,5 % — корінних американців - 0,5 % — чорних або афроамериканців - 2,9 % — осіб інших рас |

До двох чи більше рас належало 3,4 %. Частка іспаномовних становила 12,6 % від усіх жителів.
За віковим діапазоном населення розподілялося таким чином: 9,7 % — особи молодші 18 років, 70,5 % — особи у віці 18—64 років, 19,8 % — особи у віці 65 років та старші. Медіана віку мешканця становила 52,9 року. На 100 осіб жіночої статі у переписній місцевості припадало 125,0 чоловіків;  на 100 жінок у віці від 18 років та старших — 120,0 чоловіків також старших 18 років.
Цивільне працевлаштоване населення становило 0 осіб. 